# Präsidentschaftswahl in Tadschikistan 2006

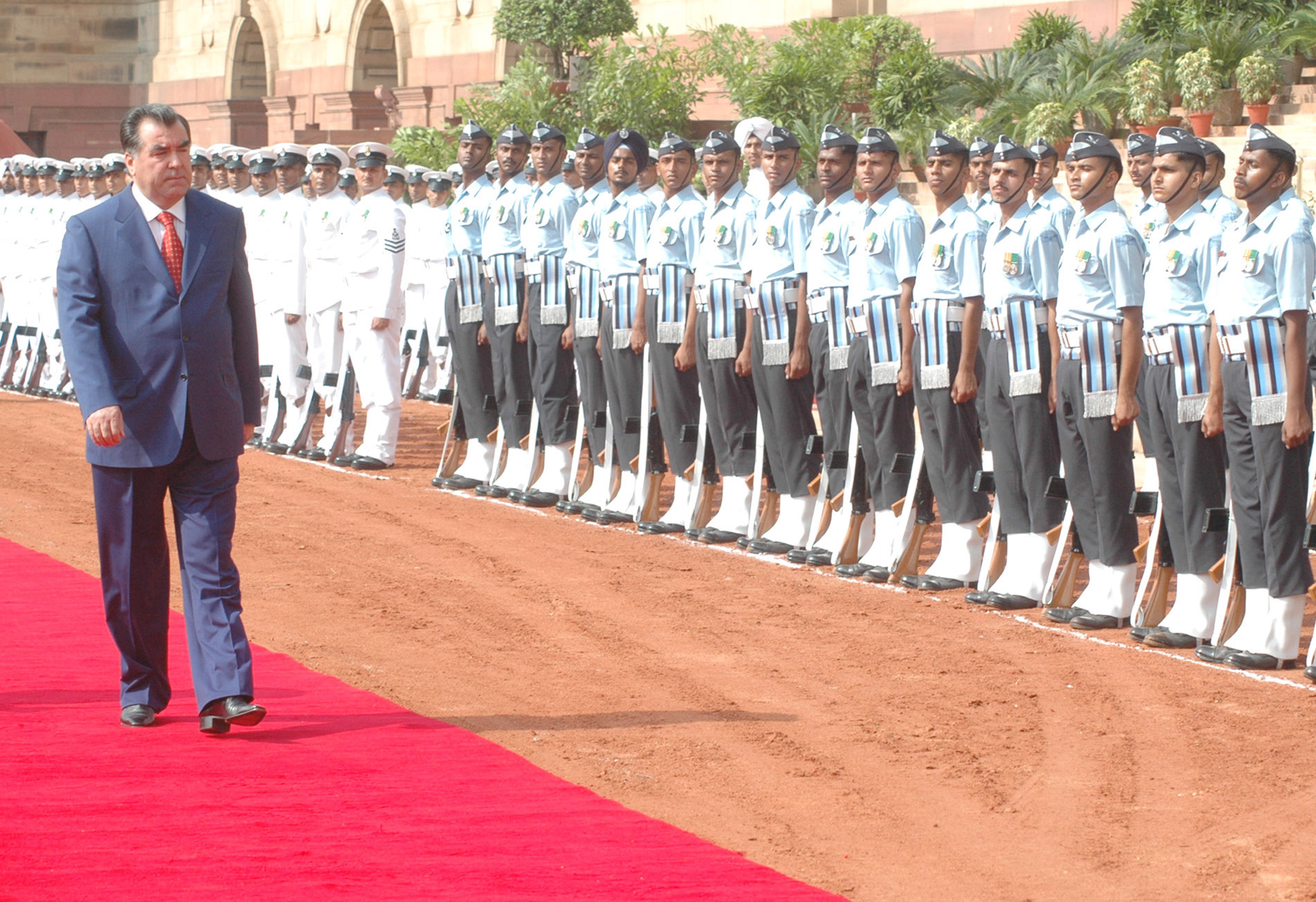
Präsident Rahmon bei einem Besuch in Neu-Delhi 2006

Die Präsidentschaftswahl in Tadschikistan 2006 wurde am 6. November 2006 abgehalten. Dabei kandidierten der Amtsinhaber Emomalij Rahmon und vier weitere Kandidaten für das höchste politische Amt Tadschikistans. Mit einer deutlichen Mehrheit konnte sich der seit 1994 amtierende Rahmon erneut durchsetzen und so eine weitere Amtszeit bis 2013 gewinnen.

## Wahlsystem
Die Präsidentschaftswahl in Tadschikistan erfolgt nach dem Prinzip der Mehrheitswahl. Für den Sieg bei der Wahl waren mehr als 50 % der abgegebenen Stimmen für einen Kandidaten nötig, gelang dies keinem der Kandidaten im ersten Wahlgang, war eine Stichwahl zwischen den beiden erfolgreichsten Kandidaten des ersten Wahlgangs vorgesehen. Zudem war eine Wahlbeteiligung von mindestens 50 % für die Gültigkeit der Präsidentschaftswahl vorgesehen.

## Kandidaten
Insgesamt fünf Kandidaten bewarben sich um das Amt des Präsidenten Tadschikistans.
- Emomalij Rahmon (Volksdemokratische Partei Tadschikistans), der Amtsinhaber galt im Vorfeld der Wahl als großer Favorit auf einen erneuten Wahlsieg. Diese Einschätzung beruhte auf den Erfahrungen der letzten Wahlen, die jeweils mit einem deutlichen Sieg Rahmons endeten. Zudem wurde dem amtierenden Präsidenten in weiten Teilen der Bevölkerung die Pazifikation Tadschikistans nach dem Tadschikischen Bürgerkrieg zugute geschrieben.[2]
- Abduhalim Ghafforov (Sozialistische Partei Tadschikistans)
- Amir Qoraqulov (Agrarpartei)
- Olimjon Boboyev (Wirtschaftsreformpartei)
- Ismoil Talbakov (Kommunistische Partei Tadschikistans)

Die vier Gegenkandidaten waren allesamt bis dato kaum politisch in Erscheinung getreten und in der Bevölkerung weitestgehend unbekannt. Zudem bezogen sie im Lauf des Wahlkampfes nicht Stellung gegen den amtierenden Präsidenten, sondern präsentierten sich loyal gegenüber Rahmon. Aktive Oppositionsparteien nominierten bei den Wahlen, teilweise auf Druck der staatlichen Behörden, keine eigenen Kandidaten. Die Islamische Partei der Wiedergeburt Tadschikistans verzichtete auf einen Kandidaten auf Grund des unklaren Wahlrechts und des Misstrauens in die zuständigen Wahlbehörden. Auch die Sozialdemokratische Partei Tadschikistans und die Demokratische Partei Tadschikistans boykottierten die Wahl. Dabei verwiesen die Sozialdemokraten auf die aus ihrer Sicht verfassungswidrige Kandidatur Rahmons. Der Grund für diese Anschuldigung lag in der Tatsache, dass Rahmon nach Wahlen 1994 und 1999 bei Wahl 2006 für seine dritte Amtszeit kandidierte, was ursprünglich durch die Verfassung ausgeschlossen wurde. Im Zuge einer Reform 2003 wurde dieser Paragraph aber gestrichen, sodass der Präsident nun für unbegrenzt viele Amtszeiten kandidieren darf. Dieses Vorgehen wurde von der Opposition scharf kritisiert.

## Wahlkampf
Ein wirklicher Wahlkampf kam im Vorfeld der Wahl nicht zustande. Rahmon verzichtete gänzlich auf einen Wahlkampf und setzte allein auf seine dauerhafte Präsenz in den meist staatlichen Medien Tadschikistans, die ein durchweg positives Bild des Staatsoberhauptes vermittelten. Die übrigen Kandidaten verzichteten auf jegliche Kritik am amtierenden Präsidenten und auch auf einen individuellen Wahlkampf. Lediglich bei Veranstaltungen, die von staatlichen Behörden organisiert wurden, konnten sich die Kandidaten den Wählern präsentieren, erreichten auf diese Weise aber zu keinem Zeitpunkt das nötige Maß an Bekanntheit oder gar politischen Rückhalt, um bei der Präsidentschaftswahl ernstzunehmende Chancen zu haben.

## Ergebnis
Der Wahltag verlief friedlich und geregelt. Wie von sämtlichen Beobachtern erwartet, wurde Präsident Rahmon bereits im ersten Wahlgang deutlich im Amt bestätigt. Dabei wurde die Wahlbeteiligung mit 90 % angegeben.
| Kandidat            | Partei                                   | Anteil der abgegebenen Stimmen |
| ------------------- | ---------------------------------------- | ------------------------------ |
| Emomalij Rahmon     | Volksdemokratische Partei Tadschikistans | 80,24 %                        |
| Olimjon Boboyev     | Wirtschaftsreformpartei                  | 6,31 %                         |
| Ismoil Talbakov     | Kommunistische Partei Tadschikistans     | 5,29 %                         |
| Amir Qoraqulov      | Agrarpartei                              | 5,21 %                         |
| Abduhalim Ghafforov | Sozialistische Partei Tadschikistans     | 2,83 %                         |

Mit dem erneuten Sieg bei der Präsidentschaftswahl wurde Rahmon für weitere sieben Jahre Präsident Tadschikistans und stellte sich erst bei der Präsidentschaftswahl in Tadschikistan 2013 erneut zur Wahl.

## Bewertung
Neben zahlreichen nationalen Beobachtern entsandte auch die Organisation für Sicherheit und Zusammenarbeit in Europa (OSZE) eine Beobachtermission zu der Präsidentschaftswahl. In dem Abschlussbericht der OSZE-Beobachter äußern diese Kritik an der mangelnden Opposition bei der Wahl und der fehlenden politischen Debatte in dem stark von Armut betroffenen Land. Außerdem wurde eine Verbesserung des Wahlrechts und des Wahlablaufs gefordert, da bei der Präsidentschaftswahl zahlreiche Unregelmäßigkeiten bei der Stimmabgabe und der Auszählung der Stimmen gemeldet wurden. Der Wahlsieger und Präsident Rahmon verwies nach der Wahl auf die kulturellen Unterschiede zwischen seinem Land und westlichen Demokratien, die die Übernahme westlicher Standards verhinderten. Sein Land befinde sich aber in einem Prozess der Demokratisierung.